# Europejski Instytut Uniwersytecki
Europejski Instytut Uniwersytecki we Florencji (European University Institute – EUI, również Uniwersytet Unii Europejskiej) jest organizacją międzynarodową, założoną na mocy specjalnej Konwencji w 1972 roku przez kraje członkowskie Wspólnot Europejskich. Celem tej unikatowej jednostki naukowej jest kształcenie na poziomie doktoranckim i podoktoranckim oraz prowadzenie zaawansowanych badań naukowych w dziedzinach z zakresu humanistyki i nauk społecznych, które są szczególnie ważne dla rozwoju Europy. Jest to uczelnia wielojęzyczna, podstawowymi językami wykładowymi są angielski i francuski.
Instytut prowadzi badania w zakresie historii, prawa, ekonomii oraz nauk politycznych i społecznych. Kadra naukowa oraz studenci rekrutują się ze wszystkich krajów Unii Europejskiej oraz spoza niej.
W chwili obecnej stronami Konwencji jest dwadzieścia państw członkowskich Unii Europejskiej, a od września 2013 roku jej prezydentem jest profesor Joseph H. H. Weiler, prawnik polskiego pochodzenia. Kluczowe znaczenie EUI pokazuje fakt bardzo silnego zaangażowania w Instytut krajów będących poza Unią, takich jak Szwajcaria czy Rosja (oba te państwa fundują swoje katedry w Instytucie).

## Historia
Idea założenia pierwszej placówki naukowo-dydaktycznej na poziomie europejskim powstała podczas konferencji w Messynie w 1955 roku, i nabrała kształtów w roku 1972, kiedy to – po serii długich negocjacji – kraje członkowskie WE podpisały umowę o powołaniu Europejskiego Instytutu Uniwersyteckiego, umiejscowionego we Florencji. EUI jest też siedzibą Historycznych Archiwów Unii Europejskiej.
Instytut jest również miejscem seminariów, debat, konferencji i wykładów, w których udział biorą osobistości z europejskiego świata polityki, jak i urzędnicy instytucji unijnych. Co roku EUI organizuje The State of the Union, gdzie Przewodniczący Komisji Europejskiej wygłasza przemówienie o "stanie Unii".

## Polska w EUI
Polska zaczęła współpracę z EUI w roku 2000, natomiast polscy absolwenci uzyskali możliwość odbywania tutaj studiów doktoranckich w 2005 r., z chwilą, gdy Sejm ratyfikował Konwencję ustanawiającą Europejski Instytut Uniwersytecki. Polska posiada 8 głosów w Wysokiej Radzie (High Council), która składa się z państw-stron Konwencji i jest organem zarządzającym Instytutem. Wkład Polski do budżetu EUI wynosi 2,14 procent. Do tego trzeba doliczyć stypendia dla polskich doktorantów, które wynoszą 1250 euro miesięcznie, są przyznawane na okres czterech lat. W Instytucie działa Komitet Polski, który zrzesza Polaków tam studiujących. W grudniu 2013 Komitet przygotował 'Poradnik dla kandydatów' którego celem jest pomoc polskim studentom w procesie aplikacji na studia doktoranckie.
Wśród polskich wykładowców Instytutu byli m.in. Wojciech Sadurski i Jan Zielonka.

## Programy nauczania
EUI składa się z czterech departamentów:
- Nauk Politycznych i Społecznych,
- Ekonomii,
- Prawa oraz
- Historii i Cywilizacji,

a doktorat w nich uzyskany należy do najbardziej cenionych w Europie. Ponadto, Instytut prowadzi roczne studia magisterskie LLM w zakresie prawa porównawczego, europejskiego i międzynarodowego. Departament Nauk Politycznych i Społecznych znalazł się na pierwszym miejscu w Europie i piątym miejscu na świecie, wedle rankingu przygotowanego przez profesora z London School of Economics.
Co roku o 160 miejsc dostępnych w programie studiów doktoranckich ubiega się około 1700 kandydatów, natomiast poziom akceptacji do Max Weber Programme wynosi około 3 procentów. Instytut gości wspólnotę ponad 1000 naukowców z 60 krajów – badania przekraczają tutaj nie tylko granice państwowe, lecz również te istniejące pomiędzy dziedzinami wiedzy. Pod tym względem jest to instytucja nawiązująca do najlepszych renesansowych tradycji Florencji.

## Programy post-doktoranckie
EUI prowadzi trzy programy post-doktoranckie (post-doctoral programs): Jean Monnet fellowships, Max Weber fellowships oraz the Fernand Braudel Senior fellowships. Programy te składają się na największe studia post-doktoranckie z zakresu nauk społecznych na świecie.

## Kampus
Kampus, usytuowany na zboczach z widokiem na Florencję, posiada wiele budynków o wartości historycznej. Główną siedzibą jest Badia Fiesolana mieszcząca również bibliotekę. Villa Salviati mieści Archiwa Historyczne Unii Europejskiej powierzone Instytutowi. W archiwach tych przechowywane i udostępniane są oryginalne dokumenty instytucji europejskich.

## Przyznawane stopnie naukowe
- Doktorat w zakresie prawa
- LLM w zakresie prawa
- Doktorat w zakresie ekonomii
- Doktorat w zakresie historii
- Doktorat w zakresie politologii i naukach społecznych

## Absolwenci
Byli doktoranci Instytutu są obecnie zatrudnieni głównie jako wykładowcy najbardziej znanych na świecie uniwersytetów lub jako urzędnicy instytucji europejskich lub innych znanych organizacji międzynarodowych. Inni pracują w administracji rządowej, w zawodach prawniczych i innych. Około 1/3 absolwentów pracuje w kraju innym niż kraj pochodzenia.